# Denali-Nationalpark
Der knapp 20.000 km² große Denali-Nationalpark (englisch Denali National Park and Preserve, bis 1980 Mount McKinley National Park) befindet sich in Zentralalaska (USA). Der Name leitet sich vom indianischen Namen Denali (der Hohe) für den mit 6190 Metern höchsten Berg Nordamerikas ab, um den herum der Nationalpark errichtet wurde.

## Geschichte
Der Park wurde am 26. Februar 1917 als Mount McKinley National Park nach dem damaligen Namen des Berges gegründet und am 2. Dezember 1980 durch den Alaska National Interest Lands Conservation Act in Denali National Park umbenannt und um knapp 10.000 km² erweitert. Die Erweiterungsflächen haben den geringeren Schutzstatus einer National Preserve, in ihnen ist die Jagd erlaubt. 1976 wurde das Gebiet zum internationalen Biosphärenreservat ernannt. Der Park wird von der Weltnaturschutzunion in der Kategorie V (Geschützte Landschaft) geführt.

## Tourismus
Heute wird der Park jährlich von über 500.000 Menschen besucht und ist für Wildtierbeobachtung, Bergsteigen oder Wandern bekannt. Die Parkstraße (und damit der Publikumsbetrieb im Park) ist von Mitte Mai bis Mitte September geöffnet.

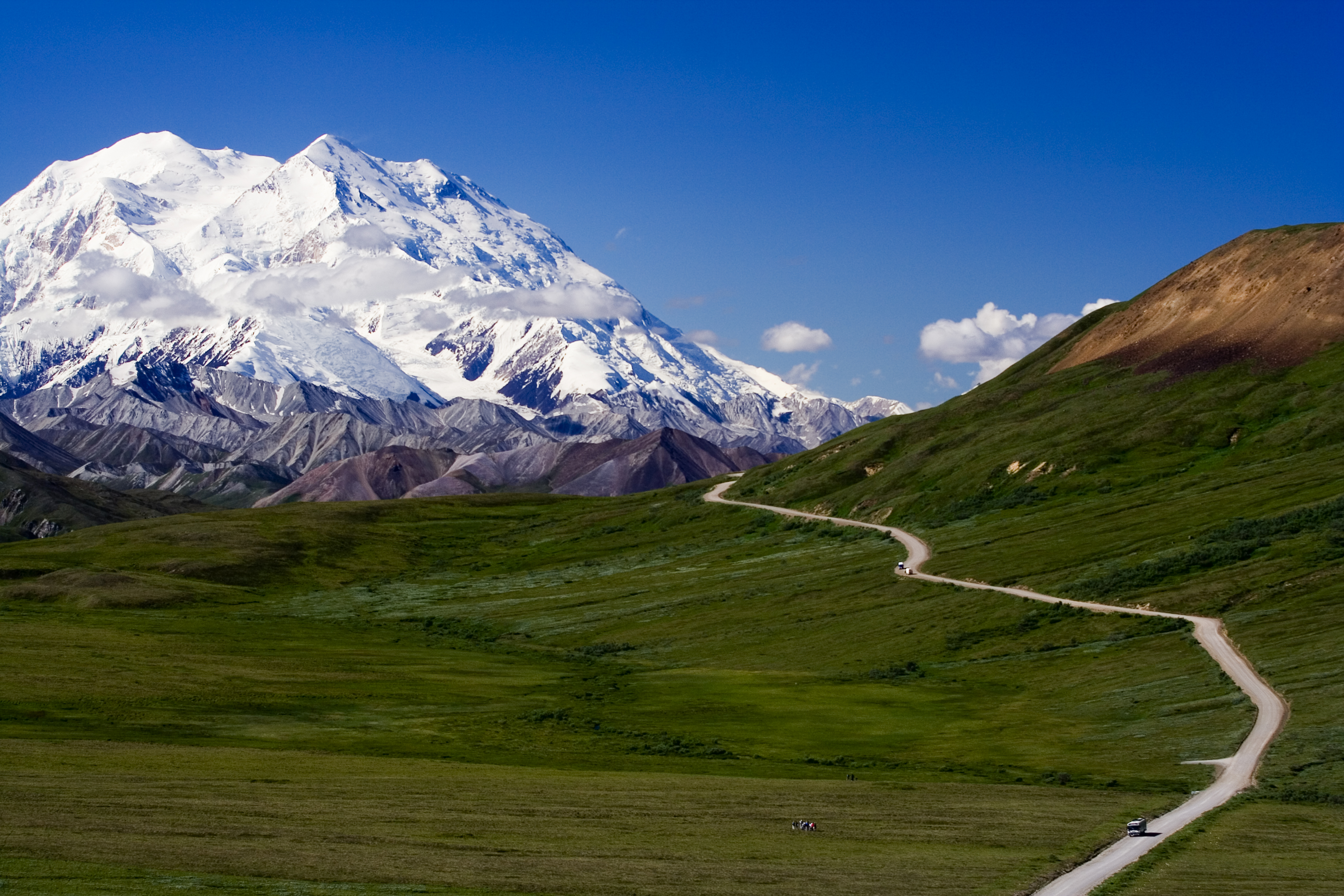
Blick von der Parkstraße auf den Denali

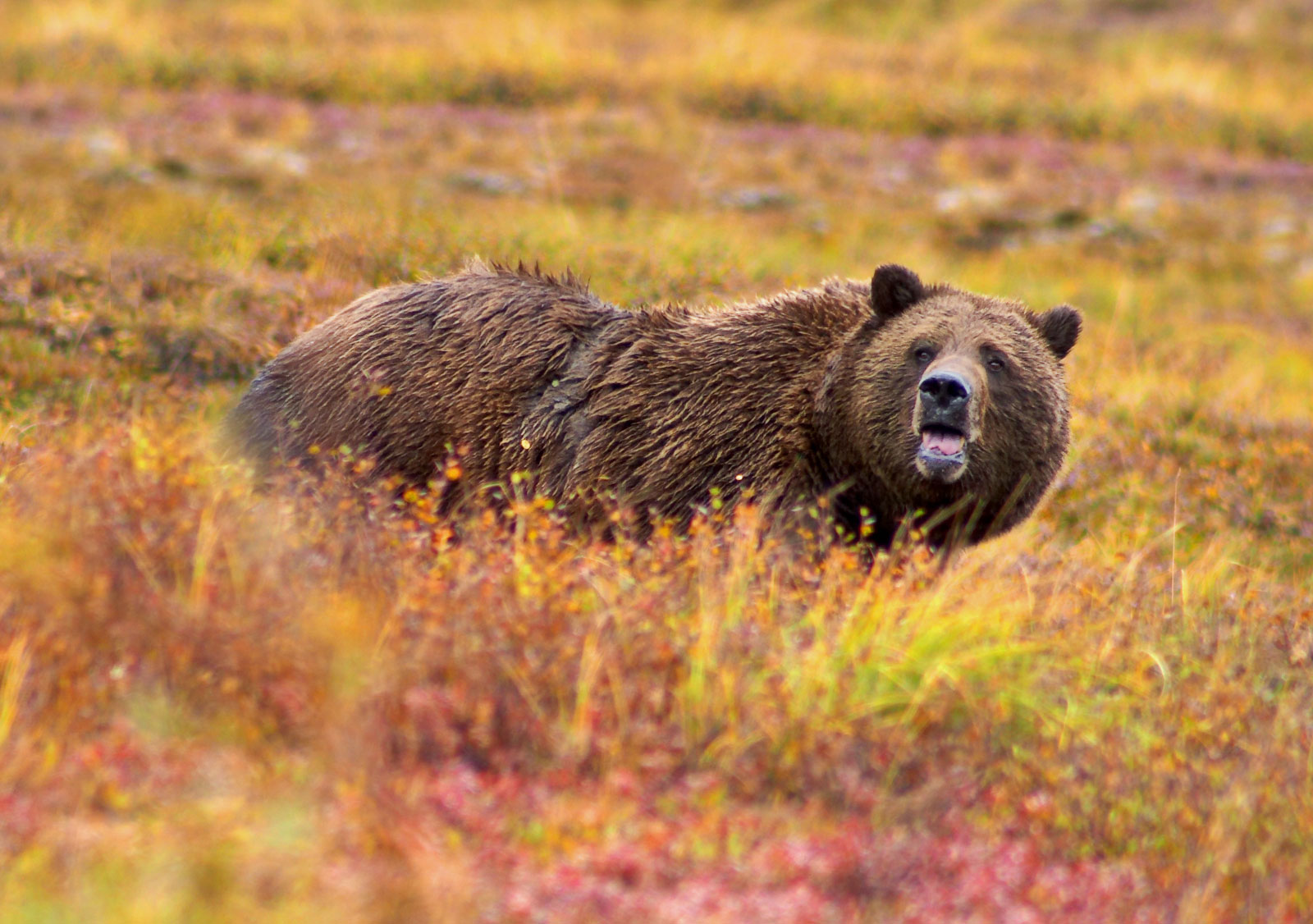
Grizzly im Denali-Nationalpark

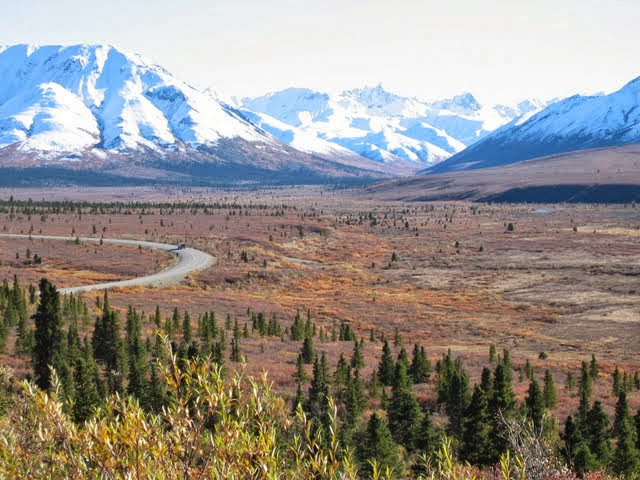
Denali Nationalpark im September

## Zugang und Verkehr
Der Parkeingang ist mit der Alaska Railroad, Flugzeug oder über den zwischen Anchorage und Fairbanks verlaufenden George Parks Highway zu erreichen. Ins Parkinnere führt eine etwa 92 Meilen lange Straße bis Kantishna, die vom George Parks Highway abzweigt und in ost-westlicher Richtung entlang der Alaskakette verläuft. Nur die ersten 15 Meilen der Straße sind befestigt und dürfen mit Privatfahrzeugen befahren werden. Ins Innere des Parks gelangen Besucher mit einem der vielen Pendelbusse, die regelmäßig von Mai bis September die Parkstraße befahren, zu Fuß, per Fahrrad oder im Rahmen von geführten Bus-Touren. Bis zu bestimmten Zeltplätzen darf auch mit einem Wohnmobil gefahren werden.
Nur im Eingangsbereich des Parks und beim nach Carl Ben Eielson benannten Besucherzentrum gibt es befestigte Pfade. Mit Ausnahme weniger permanenter oder zeitlich begrenzter Sperrgebiete ist der Park frei zugänglich. Um in der Wildnis außerhalb der wenigen ausgewiesenen Campingplätze an der Parkstraße zu übernachten, bedarf es einer (kostenlosen) Genehmigung und einer Einweisung durch die Park-Ranger, in der unter anderem auf richtiges Verhalten gegenüber Bären eingegangen wird. Am Ende der Parkstraße liegt der Wonder Lake, der bei klarem Wetter eine gute Aussicht auf den Berg Denali bietet.

## Natur und Klima
Die Vegetation im Park besteht in den niedrigeren Regionen aus Mischwald, in mittleren Höhenlagen aus Tundra und in den Höhenlagen aus Gletschern wie dem Ruth-Gletscher und Fels mit wenig Vegetation. Im Sommer können Grizzlybären, Elche (die amerikanische Art, der so genannte „Moose“), Karibus und Wölfe beobachtet werden. An den Berghängen, insbesondere am Polychrome Pass, kann man Dall-Schafe aus nächster Nähe sehen.
Im Winter gibt es Möglichkeiten zum Hundeschlittenfahren, Skiwandern oder Schneemobilfahren.
Das subarktische Klima des Nationalparks ist geprägt von langen extrem kalten Wintern und kurzen warmen Sommern. Auch im Sommer können Niederschläge, wenn auch selten, als Schnee fallen. Bedingt durch die Lage nur rund 300 Kilometer südlich des Polarkreises wird es Ende Juni/Anfang Juli nicht dunkel, dafür sind die Tageslichtzeiten Ende Dezember extrem kurz.

## Sonstiges
Ein Hubschrauber der US-Army flog im Juni 2020 den „Magic Bus“ aus dem Nationalpark. Der Bus wurde im Film Into the Wild verwendet und wurde dadurch bekannt. Der junge Aussteiger Christopher McCandless lebte 1992 alleine in dem verlassenen Linienbus. Die einsetzende Schneeschmelze schnitt seinen Rückweg über den Teklanika River ab und er starb. Nach Veröffentlichung des Films 2007 wurde der Bus zum Wallfahrtsort für Outdoor-Fans und Abenteuersuchende. Pro Saison mussten ein Dutzend Personen auf dem Weg zum „Magic Bus“ gerettet werden. Insbesondere die Überquerung des Gebirgsflusses ist gefährlich. 2010 starb eine Schweizerin und 2019 eine Weißrussin.

## Film
- Günther Goldmann und Phil Coles: Alaskas Welt der Giganten - Der Denali Nationalpark (45 Minuten)